# Lasioptera achyranthii
Lasioptera achyranthii är en tvåvingeart som beskrevs av Shinji 1939. Lasioptera achyranthii ingår i släktet Lasioptera och familjen gallmyggor. Inga underarter finns listade i Catalogue of Life.